# Wally Buono
Pasquale Buono, detto Wally (Potenza, 7 febbraio 1950), è un dirigente sportivo e allenatore di football americano italiano naturalizzato canadese.
È il direttore generale e vice-governatore dei British Columbia Lions, che militano nella Canadian Football League. È uno degli allenatori più importanti della storia della Lega ed è, attualmente, l'allenatore con il maggior numero di vittorie.

## Biografia

### Inizi e carriera da giocatore
Emigra con la famiglia in Canada nel 1953, all'età di tre anni. Sin da ragazzo si appassiona al football americano giocando in una squadra minore di Montréal. Si sposta negli Stati Uniti per frequentare la "Idaho State University" e ricopre il ruolo di linebacker negli ISU Bengals. Tornato in Canada, viene ingaggiato dai Montreal Alouettes come linebacker e punter. Disputa cinque tornei di Grey Cup tra il 1972 e il 1981, vincendone due nel 1974 e nel 1977.

### Carriera da allenatore
Nel 1983, ritiratosi dalla carriera agonistica, Buono diventa assistente allenatore dei Montreal Alouettes, al tempo chiamati Montreal Concordes in seguito alla bancarotta e al cambio di gestione della società. Nel 1987 lavora per i Calgary Stampeders sotto Lary Kuharich, divenendone allenatore nel 1990 dopo la nomina del presidente Norman Kwong.
Con gli Stampenders, vince tre Grey Cup (1992, 1998 e 2001) e viene riconosciuto "CFL Coach of the Year" nel 1992 e nel 1993. Nel 2003 diventa allenatore dei BC Lions e nel 2006 viene riconfermato "CFL Coach of the Year". Lascia la carriera di allenatore con 254 vittorie in regular season, superando Don Matthews (231), e diventando l'allenatore di maggior successo nella storia della Canadian Football League.
A lui è dedicato il "Wally Buono Award", premio istituito nel 2003 ed assegnato ai migliori giocatori della CFL categoria junior. Attualmente, Buono è il direttore generale dei BC Lions.